# Jerzy Zarzycki
Jerzy Zarzycki est un réalisateur et scénariste polonais né le 11 janvier 1911 à Łódź et mort le 2 janvier 1971 à Varsovie.

## Biographie
Jerzy Zarzycki est né le 11 janvier 1911 à Łódź, il est le fils de Roman Zarzycki.
À partir de 1931, il est cofondateur de l'Association des cinéphiles artistiques Start, et, à partir de 1935, membre fondateur de la Coopérative des auteurs de films (pl),,.
Dans l'entre-deux-guerres (pl), il se lance dans la production cinématographique et, à partir de 1936, il réalise des longs métrages.
En 1938, il est diplômé de l'université de Varsovie ainsi que du département de mise en scène de l'Institut national d'art dramatique de Varsovie. Il a également suivi des cours de violon au conservatoire de Varsovie.
En septembre 1939, il fait partie de l'équipe de tournage de la défense de Varsovie. Pendant l'insurrection de Varsovie, il a dirigé la production de films d'actualité au sujet de l'insurrection. Il portait le pseudonyme de Pik,.
Entre 1955 et 1961, il a été le directeur artistique de la société de production Syrena (pl).
Il meurt le 2 janvier 1971 et est enterré dans le cimetière militaire de Powązki à Varsovie (section B18-6-15).

## Filmographie

### Réalisateur
- 1931 : Tytoniówka
- 1932 : Dziś mamy bal
- 1932 : Reportaż nr 1 i nr 2
- 1933 : Morze
- 1938 : Ludzie Wisły
- 1939 : Żołnierz królowej Madagaskaru
- 1946 : Teatr mój widzę ogromny
- 1947 : Zdradzieckie serce
- 1947 : Nawrócony
- 1950 : Miasto nieujarzmione
- 1954 : Uczta Baltazara
- 1956 : Jerzy Leszczyński
- 1956 : Ziemia
- 1957 : Zagubione uczucia
- 1958 : Żołnierz królowej Madagaskaru
- 1959 : Biały niedźwiedź
- 1962 : Klub kawalerów
- 1963 : Liczę na wasze grzechy
- 1965 : Instrumentum mortis
- 1966 : Kochankowie z Marony
- 1967 : Zmartwychwstanie Offlanda
- 1967 : To jest twój nowy syn
- 1967 : Komedia z pomyłek
- 1967 : Człowiek, który zdemoralizował Hadleyburg
- 1970 : Pogoń za Adamem

### Scénariste
- 1932 : Reportaż nr 1 i nr 2
- 1947 : Nawrócony
- 1947 : Zdradzieckie serce
- 1950 : Miasto nieujarzmione
- 1954 : Uczta Baltazara
- 1957 : Zagubione uczucia
- 1958 : Żołnierz królowej Madagaskaru
- 1959 : Biały niedźwiedź
- 1966 : Kochankowie z Marony